# 五马镇 (陇南市)
五马镇是中华人民共和国甘肃省陇南市武都区下辖的一个乡镇级行政单位。
2016年，甘肃省民政厅批复同意撤销五马乡，设立五马镇。

## 行政区划
五马镇下辖以下地区：
金口坝村、市场村、何家沟村、陈坝村、河口里村、帕子沟村、五马街村、马坝村、石家坝村、西山村、李家坝村、观音崖村、郭家坪村和董家院村。